# Telescópio do Polo Sul
O Telescópio do Polo Sul é um telescópio de 10 metros de diâmetro localizado na estação Amundsen–Scott, na Antártida. O telescópio é projetado para observações de vários tipos de ondas, no espectro eletromagnético, com o objetivo de medir a emissão difusa da radiação cósmica de fundo (CMB). A primeira grande pesquisa com o SPT – projetado para localizar aglomerados de galáxias distantes – foi concluída em outubro de 2011. No início de 2012, uma nova câmara foi instalada no SPT com maior sensibilidade e capacidade de medir a polarização da luz incidente. Esta câmera é projetada para medir o chamado "modo-B" ou componente "rotacional", levando a restrições sobre a massa do neutrino e a escala de energia de inflação.

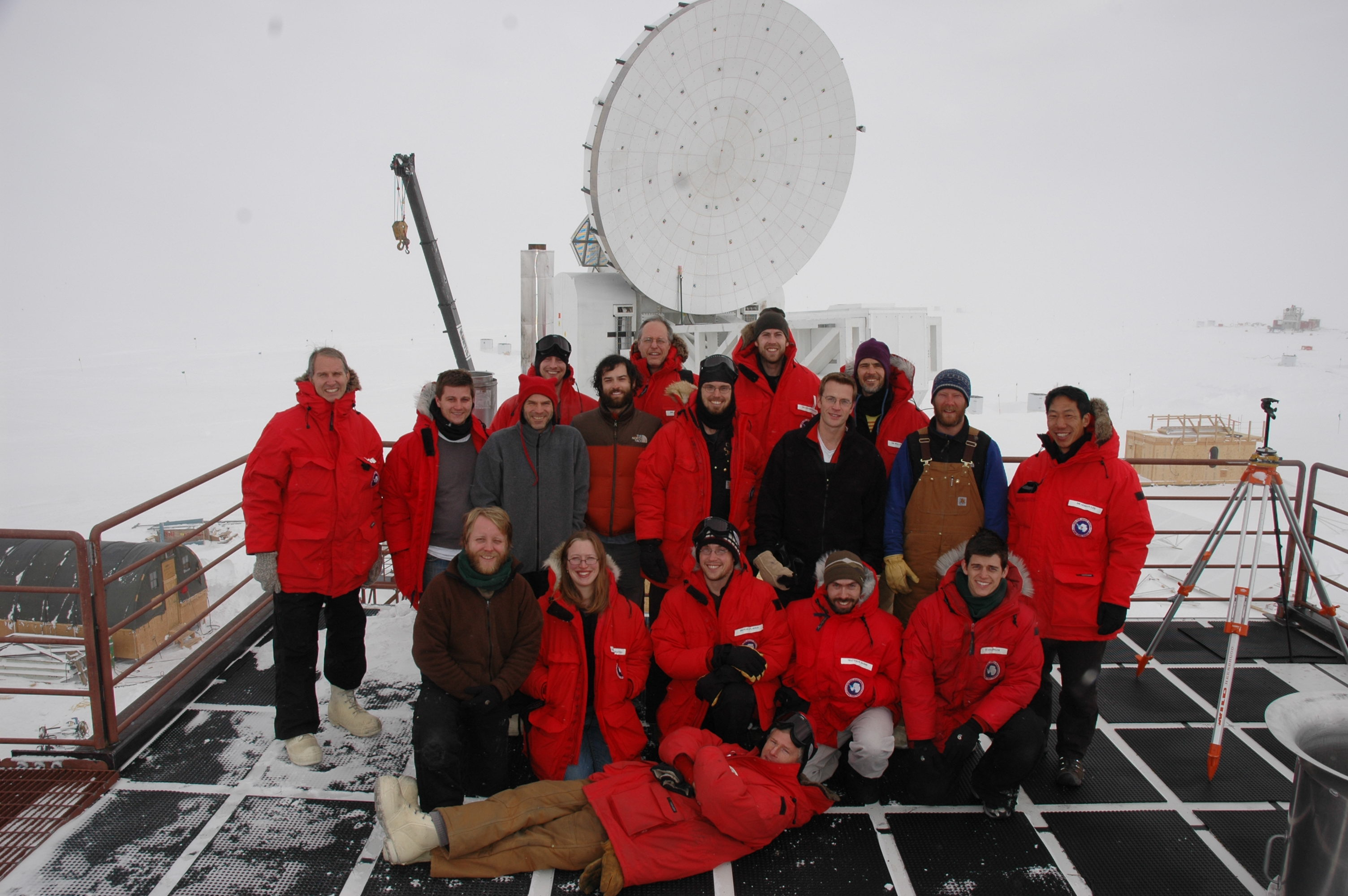
O Telescópio do Polo Sul. Uma imagem da equipe, em frente ao telescópio.